# Katharina Molitor
Katharina Molitor, nemška atletinja, * 8. november 1983, Bedburg, Zahodna Nemčija.
Nastopila je na poletnih olimpijskih igrah v letih 2008 in 2012, osvojila je osmo in šesto mesto. Na svetovnih prvenstvih je leta 2015 dosegla uspeh kariere z osvojitvijo naslova prvakinje, ob tem je dosegla še peto in sedmo mesto. Na evropskih prvenstvih je bila dvakrat četrta in enkrat peta.  